# 금송
금송(金松, 문화어: 금솔, 학명: Sciadopitys verticillata 스키아도피티스 베르티킬라타[*])는 구과목의 금송과(金松科, 학명: Sciadopityaceae 스키아도피티아케아이[*])의 유일속인 금송속(金松屬, 학명: Sciadopitys 스키아도피티스[*])에 속하는 유일한 종이다. 늘푸른 바늘잎나무이다. 한때 금송과 식물들은 금송속 외에도 다른속들이 중생대부터 전세계에 분포했으나 멸종됐고 현재 일본에 단 1종만이 남은 근연종이 없는 살아있는 화석이다.
일본에만 자생하는 고유종으로 키는 10~40m에 이르고, 바늘잎은 두 개씩 묶여서 15~40쌍이 촘촘하게 돌려난다. 잎 양면에 홈이 나 있다. 암수한그루로 3~4월에 꽃이 피는데, 수꽃은 둥글고 암꽃은 타원 모양이며 가지 끝에 달린다. 10월에 여는 열매는 곧게 서고 끝에 잎이 나기도 한다.
아름다운 잎과 수형으로 관상가치가 뛰어나 전세계에 심고 있으며 RHS의 정원공로상도 수상한 좋은 침엽수다. 백제 무령왕의 무덤인 무령왕릉 내부에 위치한 왕의 관 재료로 쓰여 옛날 일본과의 교류를 아는 예시 중 하나이기도 하다

## 사진

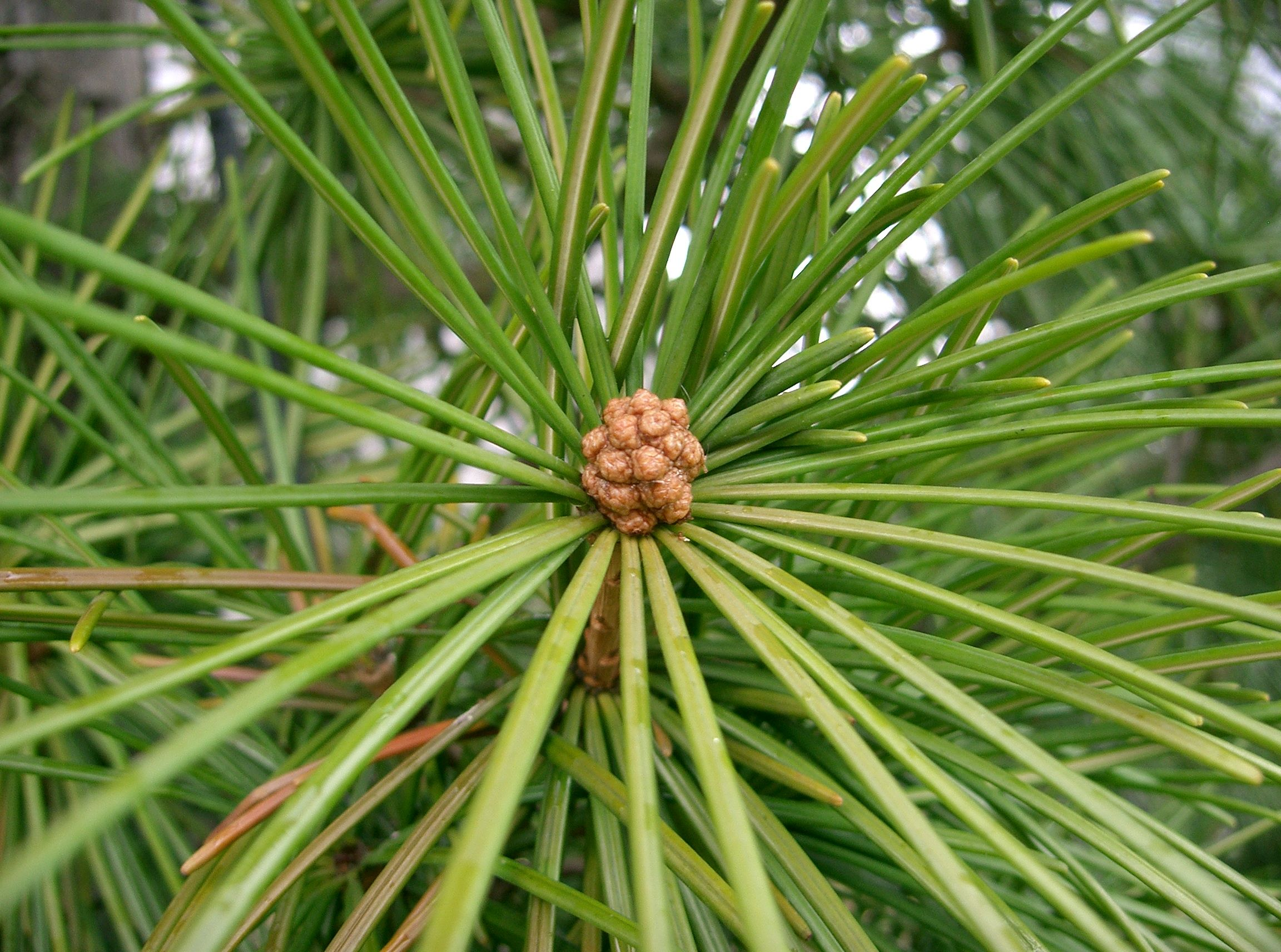
잎차례. 두 개씩 묶여 돌려난다.
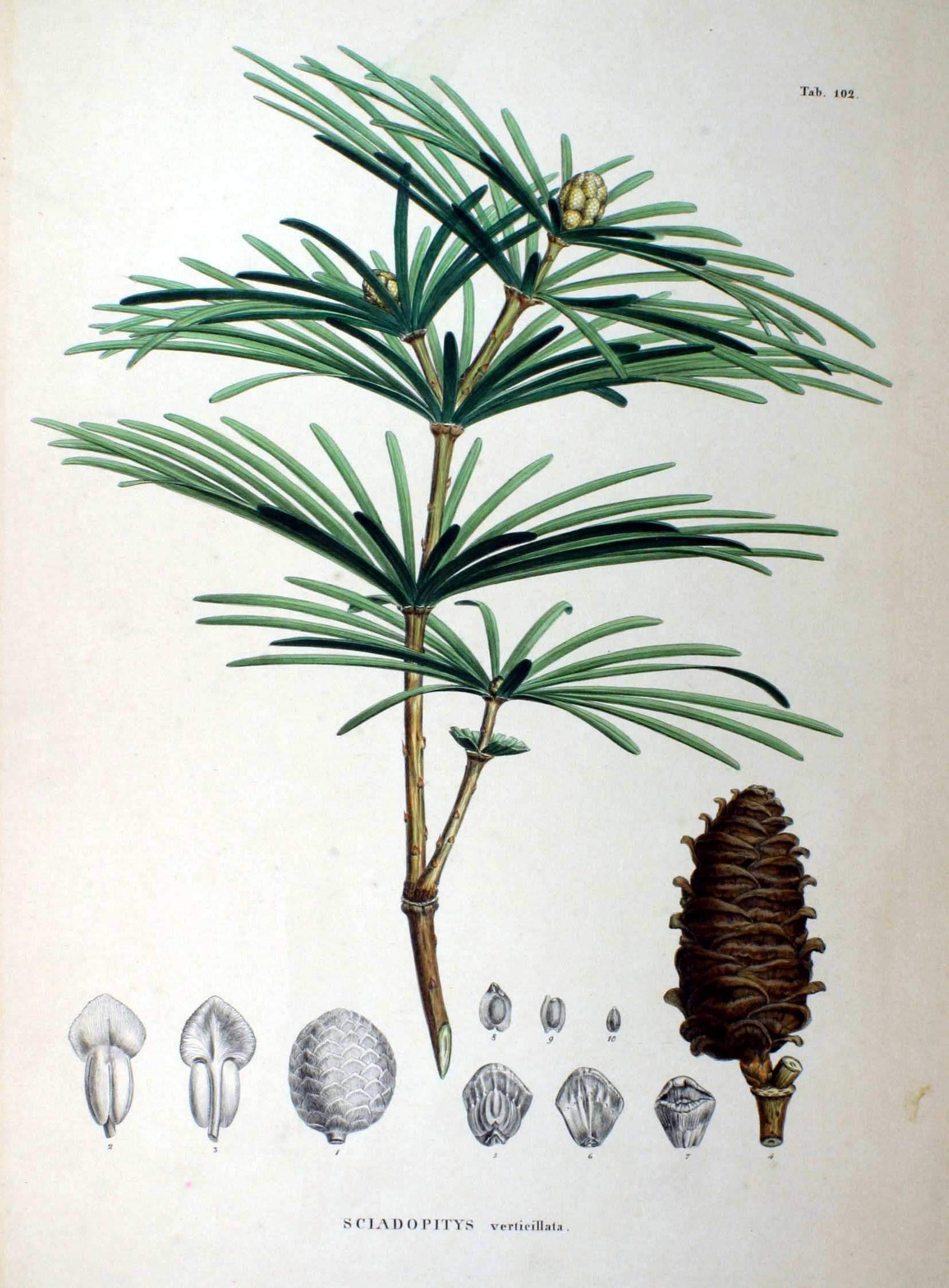